# 8082 Haynes
A 8082 Haynes (ideiglenes jelöléssel 1988 NR) a Naprendszer kisbolygóövében található aszteroida. Eleanor F. Helin fedezte fel 1988. július 12-én.